# Partisan

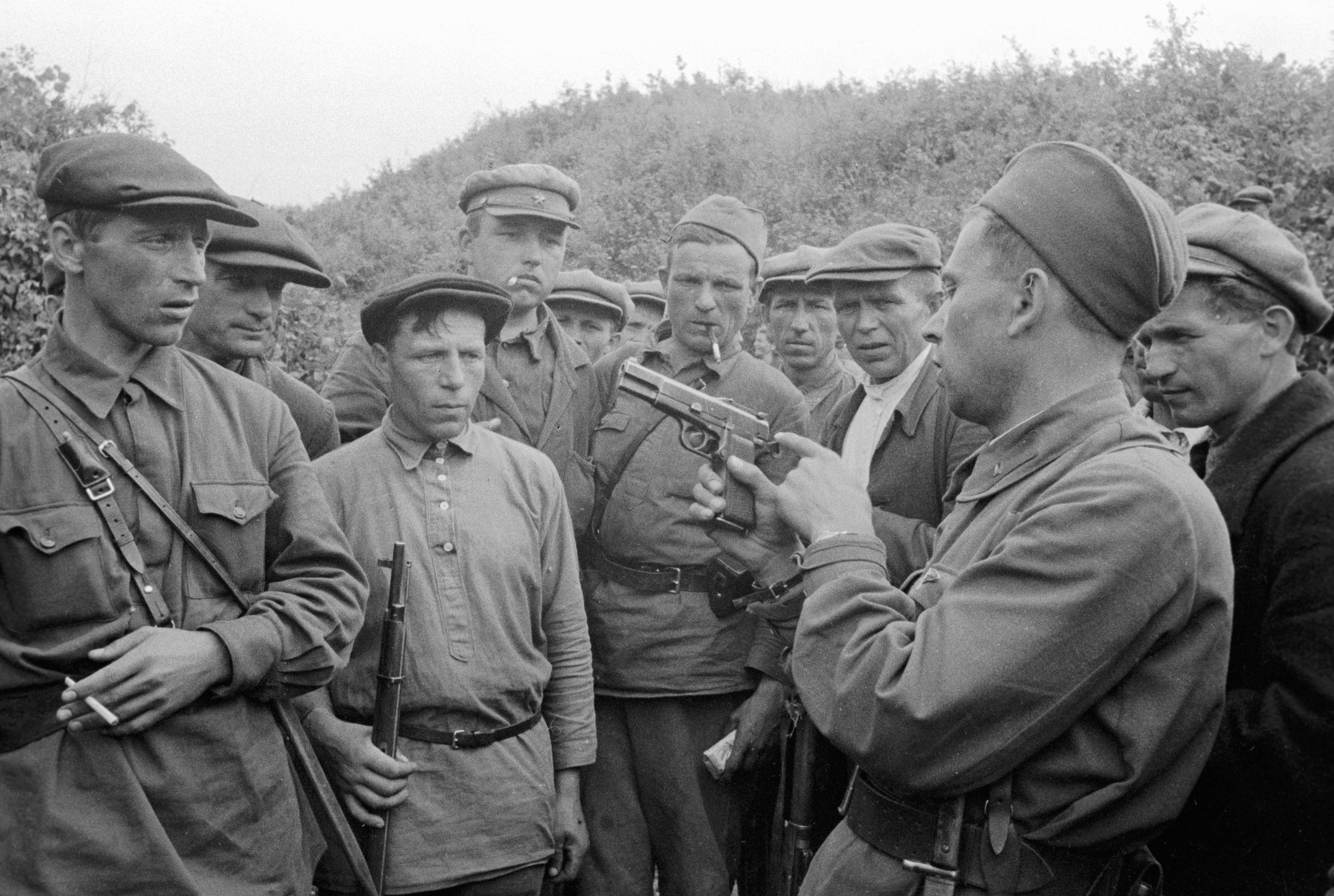
Sowjetische Partisanen im Gebiet Smolensk werden während des Zweiten Weltkriegs an einer Pistole unterwiesen (August 1941)

Ein Partisan (italienisch partigiano „Parteigänger“) ist ein bewaffneter Kämpfer, der nicht zu den regulären Streitkräften eines Staates gehört. Die Bezeichnung Guerilla bezieht sich auf Widerstandskämpfer seit den Napoleonischen Feldzügen auf der Iberischen Halbinsel und in anderen Weltteilen im spanischen Sprachraum.

## Definition
Partisanen führen Kampfhandlungen in einem Gebiet durch, in dem eine andere reguläre Gewalt (Armee oder Polizei des eigenen oder eines fremden Staates oder zivile Verwaltung) offiziell den Herrschaftsanspruch erhebt. Partisanen kämpfen meist nur innerhalb ihres eigenen Staatsgebietes, aber nicht immer regional, wie sich im Spanischen Unabhängigkeitskrieg von 1808 bis 1812 mit der Entstehung der Guerilla, im Russlandfeldzug 1812, im Spanischen Bürgerkrieg, im Deutsch-Sowjetischen Krieg, bei den Titopartisanen oder bei Mao Zedong zeigte. Partisanen gibt es sowohl in Bürgerkriegen und innerstaatlichen Konflikten als auch als Teil einer Widerstandsbewegung gegen Eroberer, Besatzer oder Kolonialisten. Bereits 1785 veröffentlichte Johann von Ewald in Kassel seine Abhandlung über den kleinen Krieg, welche auf seinen Erfahrungen mit den Aufständischen in den nordamerikanischen Kolonien beruhte.
Partisanen sind im Allgemeinen nur mit leichten Waffen ausgerüstet. Zu ihren Kampfmethoden zählen Sabotage, Spionage, Angriffe auf kleinere militärische Verbände des Feindes und Bekämpfung von Kollaborateuren. Sie operieren meistens aus der Deckung einer Zivilbevölkerung heraus, binden reguläre Truppen und sind nur schwer greifbar, insbesondere aufgrund ihrer oft genauen Ortskenntnis und der Möglichkeit, in der Bevölkerung unterzutauchen.
Aus militärischer Sicht werden die Begriffe Partisan und Guerillero oft synonym verwendet. Die Widerstandskämpfer in den von den Achsenmächten im Zweiten Weltkrieg besetzten europäischen Ländern werden gewöhnlich als Partisanen bezeichnet, die Befreiungskämpfer antikolonialer Bewegungen in der Regel als Guerilleros.

## Rechtlicher Status
Einen eigenen rechtlichen Status für den Partisanen kennt das Völkerrecht nicht. Nach der Haager Landkriegsordnung galten vier Mindestkriterien, um den Status als Kombattant zu begründen und damit einerseits zu Kriegshandlungen berechtigt zu sein und andererseits im Fall der Gefangennahme den Status als Kriegsgefangener zu genießen:
1. Uniformierung,
2. offenes Tragen der Waffen,
3. Kriegführung nach Brauch,
4. feste Strukturen.

In den beiden Zusatzprotokollen vom 8. Juni 1977 zu den Genfer Konventionen von 1949 wurden diese Anforderungen verändert, so dass allein das offene Tragen der Waffen beim militärischen Aufmarsch und Angriff ausreicht, um als Kombattant zu gelten.
Personen, die die genannten Kriterien nicht erfüllen, sich aber dennoch an Kampfhandlungen beteiligen, genießen trotzdem den im Protokoll I, Art. 75 festgelegten Schutz, etwa vor vorsätzlicher Tötung, Folter o. Ä. Sie tragen jedoch die Verantwortung für Straftaten, die sie begangen haben, nach den zum Tatzeitpunkt geltenden Gesetzen. Dabei ist es notwendig, die Person auf frischer Tat zu ertappen: Ein Partisan, der zwar gegen die oben genannten Kriterien verstoßen hat, aber erst nach erfolgreich verübter Tat in die Hände des Feindes fällt, verliert dadurch seinen Status nicht (riskante Kriegführung).

### Historische Entwicklung
Die Haager Landkriegsordnung (LKO) von 1907 hat in Anlehnung an die Francs-tireurs (französische Freischärler des Deutsch-Französischen Krieges von 1870/71) einen Kompromiss gesucht: Als Bedingung dafür, dass der improvisierte Krieger mit improvisierter Uniform als Kombattant im völkerrechtlichen Sinne anerkannt wird, verlangt die LKO verantwortliche Vorgesetzte, ein weithin sichtbares Abzeichen und offenes Tragen von Waffen.
Die LKO von 1907 wurde nach dem Zweiten Weltkrieg durch die vier Genfer Konventionen (12. August) von 1949 weitergeführt. Auch einige Facetten des Partisanen wurden nun den regulären Kämpfern gleichgestellt und haben deren Rechte. Handelt eine der beiden Parteien gegen dieses im Kriegsrecht definierte Angriffsverbot, tritt nach üblicher Sicht das Recht auf Selbstverteidigung an seine Stelle. Werden Soldaten also von Nichtkombattanten angegriffen, dürfen sie mit den ihnen zur Verfügung stehenden Waffen zurückschlagen – gegebenenfalls zum Schaden unbeteiligter Zivilisten (Kollateralschaden).

### Widerstandspflicht
In einigen Staaten, etwa den Niederlanden oder Belgien, besteht die Ansicht, dass im Falle eines Angriffskriegs, da dieser dem Völkerrecht widerspricht, eine Widerstandspflicht gegen die illegale Besetzung bestehe. Entsprechend wären Angehörige der Widerstandsbewegung als Kombattanten zu behandeln, wenn sie die entsprechenden Kriterien erfüllen. Die Erschießung von Angehörigen der belgischen Armée secrète oder der niederländischen Binnenlandse Strijdkrachten wurde daher als Mord gewertet, ebenso die von Angehörigen der Forces françaises de l’intérieur, die bei der Befreiung Frankreichs auf der Seite der Alliierten kämpften (Bauer-Fall; Rauter-Fall).
In der Verteidigungsdoktrin der Roten Armee war der Partisanenkampf bis Mitte der 1930er Jahre fest eingeplant. In der jugoslawischen Armee wurde der Partisanenkampf nach 1945 zur Hauptstrategie erhoben, und die französische Résistance sah auch den Kampf gegen Kollaborateure als ihre Aufgabe an. Auch in Italien (Resistenza) und in Griechenland (Andartis, ELAS, DSE) spielten im Widerstand gegen die deutsche Besatzung und im Griechischen Bürgerkrieg Partisanen eine entscheidende Rolle.

## Partisanenbekämpfung im Zweiten Weltkrieg

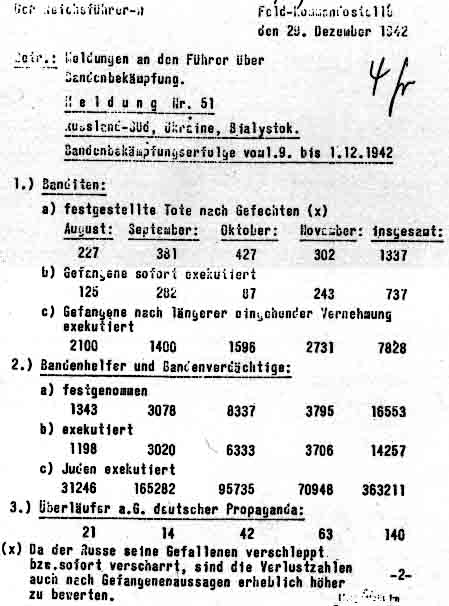
Himmler-Report zur Bandenbekämpfung, Dezember 1942

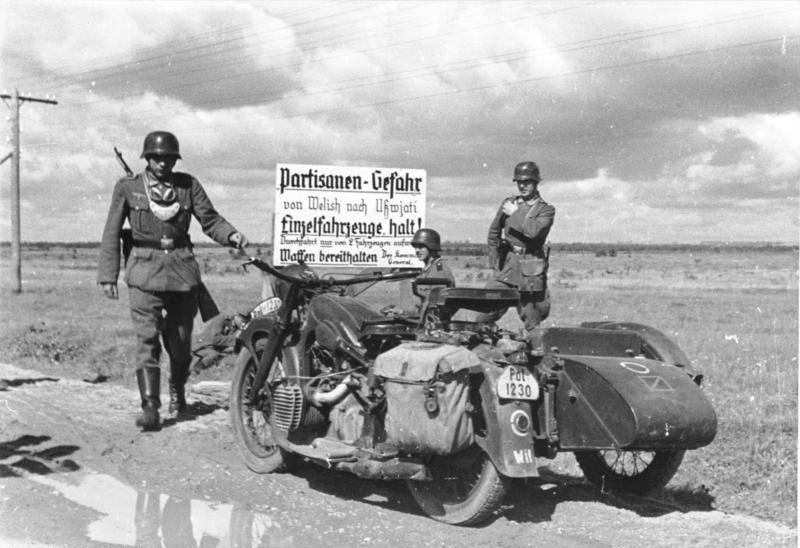
Feldgendarmerie in einem sowjetischen Partisanengebiet, Juli 1941

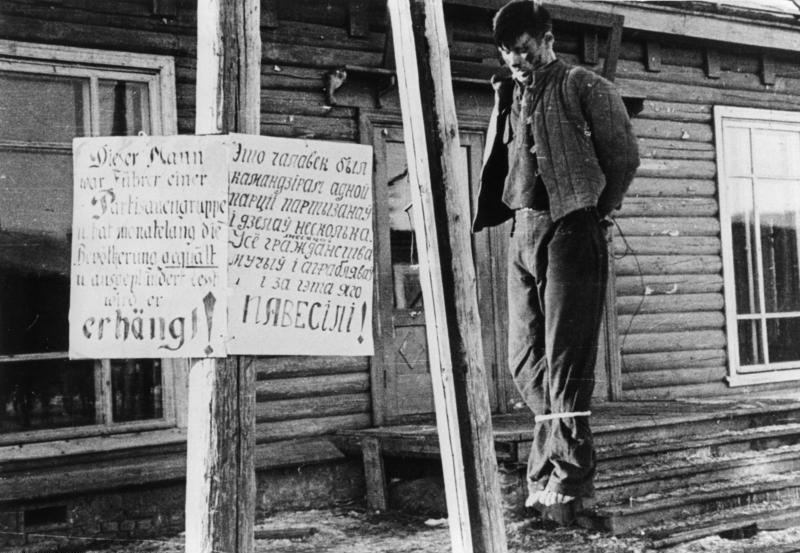
Bei Minsk 1942/1943

Einheiten von SS-Einsatzgruppen, Wehrmacht und Ordnungspolizei verübten zahlreiche Massaker an der Zivilbevölkerung bei der Bekämpfung tatsächlicher oder vermeintlicher Partisanen (Bandenbekämpfung). Der Partisanenkrieg in der Sowjetunion kostete etwa eine halbe Million Menschenleben und zählt zu den größten Verbrechen der Wehrmacht.

### Krieg gegen sowjetische Partisanen
Die Grundlage für das Vorgehen gegen die sowjetischen Partisanen schuf dafür der Kriegsgerichtsbarkeitserlass Barbarossa, der am 14. Mai 1941 vom OKW erlassen und von Generalfeldmarschall Wilhelm Keitel unterzeichnet wurde. Dieser sah vor, Freischärler „durch die Truppe im Kampf oder auf der Flucht schonungslos zu erledigen“, auch „alle anderen Angriffe feindlicher Zivilpersonen […] auf der Stelle mit den äußersten Mitteln bis zur Vernichtung des Angreifers niederzumachen“. Bis zum Kriegsgerichtsbarkeitserlass waren in den deutschen Vorschriften und Gesetzen gegen Freischärler kriegsgerichtliche Verfahren vorgesehen. Dieser Erlass ermöglichte es nun, unter dem Vorwand der Partisanenbekämpfung (damaliger Begriff Bandenkampf) einen völkerrechtswidrigen Vernichtungskrieg zu führen. Er setzte an die Stelle der herkömmlichen Militärjustiz über die Zivilbevölkerung die „sofortige Selbsthilfe“ in Form der Selbstjustiz der Truppe. Zugleich wurde den deutschen Soldaten in diesem Erlass Straffreiheit für Kriegsverbrechen im Laufe des Angriffs auf die Sowjetunion zugesagt. Die Partisanen selbst setzten sich allerdings durch ihre Verbundenheit zu der Sowjetunion für eine ähnliche Vorgehensweise ein, welche im historischen Kontext nicht außer Acht zu lassen ist (siehe Stalinsche Säuberungen).
Dass die Partisanenbekämpfung schon 1941 auch als ein willkommener Vorwand für die Ausrottungspolitik gesehen wurde, belegt folgende Aussage Hitlers aus einer geheimen Besprechung mit führenden NS-Größen:

„Die Russen haben jetzt einen Befehl zum Partisanenkrieg hinter unserer Front gegeben. Dieser Partisanenkrieg hat auch wieder seinen Vorteil: er gibt uns die Möglichkeit, auszurotten, was sich gegen uns stellt.“

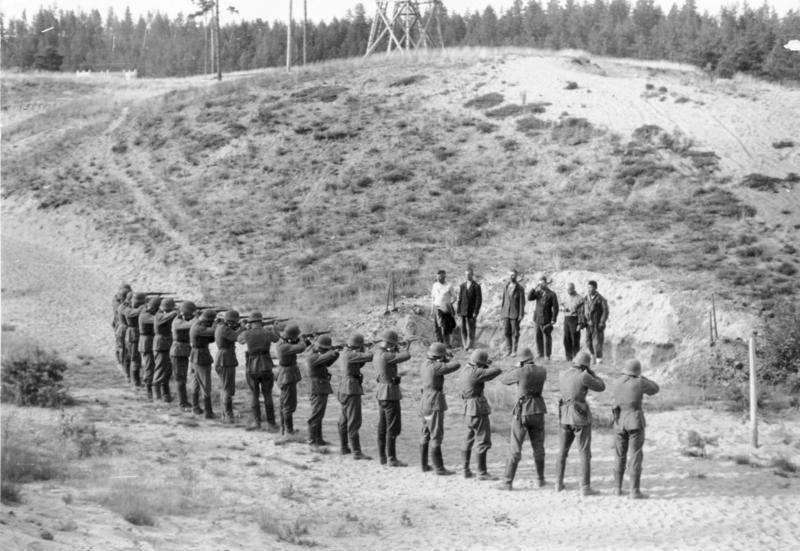
Deutsche Soldaten erschießen im September 1941 in der Sowjetunion als Partisanen bezeichnete Männer (Aufnahme einer Propagandakompanie).

In der Folge wurden insbesondere Juden als „Partisanen“ ermordet. Am 8. Juli 1941 äußerte Heinrich Himmler bei einer Besprechung mit SS- und Polizeioffizieren in Białystok, dass „grundsätzlich jeder Jude als Partisan anzusehen“ sei.
Ab 1942 wurde der Widerstand der sowjetischen Partisanenarmee hinter den deutschen Linien zunehmend zu einer ernsthaften Bedrohung für die Wehrmacht, da er vor dem Krieg in den Planungen nicht berücksichtigt worden war und lange unterschätzt wurde. Der Kampf zwischen Wehrmacht und Partisanen wurde ab 1942 von beiden Seiten mit unerbittlicher Härte und verbrecherischen Handlungen gegen den Gegner sowie die Zivilbevölkerung geführt. Die Wehrmacht überschritt den ohnehin schon relativ weiten Spielraum der legalen Partisanenbekämpfung häufig in exzessiver und somit verbrecherischer Weise. Nicht nur tatsächliche Partisanen, auch vorgebliche „Partisanenhelfer“ und „Partisanenverdächtige“ wurden wahllos getötet, oft ohne jegliche Untersuchung oder Beweise.
Die Partisanenbekämpfung betraf zunehmend mit der Partisanentätigkeit in keinem Zusammenhang stehende Personen, Ortschaften, und Bevölkerungsgruppen. Die jüdische Bevölkerung wurde pauschal mit „dem Partisan“ gleichgesetzt bzw. als dessen Helfer eingestuft und ermordet. Ferner ist anzumerken, dass trotz Stalins Aufruf zum Partisanenkampf vom 3. Juli 1941 selbiger lange nicht in Schwung kam und es sich bei im rückwärtigen Heeresgebiet aufhaltenden Rotarmisten meist um unorganisierte Soldaten handelte, welche sich oft nur aus Angst vor den Deutschen versteckten. In Hinsicht auf die „Bekämpfung“ dieser Personen spricht Hannes Heer für den Zeitraum 1941 bis 1942 sogar von einem „Partisanenkampf ohne Partisanen“. Insgesamt wird die Zahl der Menschen, die bei der deutschen Partisanenbekämpfung ermordet wurden, auf 345.000 geschätzt. Wenig mehr als 10 Prozent davon sollen tatsächlich Partisanen gewesen sein. 142.000 Menschen, darunter 14.000 Juden, wurden allein bei 55 Großaktionen getötet. Diese 55 Großaktionen lagen allesamt auf dem Gebiet des deutsch besetzten Weißrussland, bei denen es vordergründig darum ging, der Partisanentätigkeit durch Verwüstung des Hinterlandes die Grundlage zu entziehen. Dabei war die Vernichtung der Zivilbevölkerung von vornherein eingeplant. Die beiden schlimmsten dieser Vernichtungsaktionen waren das im Februar 1943 durchgeführte Unternehmen Hornung und das drei Monate später erfolgte Unternehmen Cottbus. Alleine schon die erstgenannte Aktion brachte über 12.000 Menschen, darunter 3300 Juden, den Tod, während die Zahl der Todesopfer der deutschen Truppen bei dieser sog. Partisanenbekämpfung marginal blieb. So wurde in den Meldungen aus den besetzten Ostgebieten Nr. 46 vom 19. Juni 1943 für das Unternehmen Hornung zwei deutsche Tote und 27 „fremdvölkische“ Tote, Angehörige der sog. Schutzmannschaften, die auf deutscher Seite eingesetzt wurden, gezählt.
Das Oberkommando der Wehrmacht gab am 6. Mai 1944 das Merkblatt 69/2 Bandenbekämpfung heraus, das u. a. von den Operationsabteilungen der Generalstäbe des Heeres und der Luftwaffe, den Abteilungen Fremde Heere Ost und Fremde Heere West, der Abwehr und mutmaßlich auch der Waffen-SS entwickelt worden war. Dieses Handbuch kam aufgrund der veränderten Kriegslage zwar kaum noch zur Anwendung, spielte aber eine bedeutende Rolle im Diskurs über Strategie und Taktik im Guerillakrieg in der Frühzeit des Kalten Krieges. Es wurde 1956 im Auszug von den britischen Offizieren C. Aubrey Dixon und Otto Heilbrunn in ihrem Werk Partisanen. Strategie und Taktik des Guerillakrieges als Anhang veröffentlicht. 2016 edierte der ehemalige Chefhistoriker des United States Marine Corps, Charles D. Melson, das Merkblatt vollständig in englischer Übersetzung unter dem Titel Fighting the guerilla bands.

### Italienische Partisanenbekämpfung auf dem Balkan
Gegen die jugoslawischen Untergrundbewegungen wandte Italien gemäß dem Circular C3 vom März 1942 die Strategie der verbrannten Erde, der ethnischen Säuberungen, der Masseninternierung in italienische Konzentrationslager, der Geiselnahme und Geiselerschießung angewendet. In Albanien, Mazedonien und Griechenland wurde von den italienischen Streitkräften nach diesem Paradigma ähnlich verfahren.

### Beurteilung durch die deutsche Nachkriegsjustiz
Vergeltungsaktionen wurden zur Tatzeit unter Berücksichtigung von Kriegsvölkerrecht als gewohnheitsrechtlich erlaubt angesehen, selbst mit einer „Repressalquote“ von zehn zu eins.
Nach geläuterter Auffassung des Bundesgerichtshofs ist die Erschießung einer Vielzahl wehrloser, an dem mit einer „Vergeltungsaktion“ zu ahndenden Geschehen individuell nicht unmittelbar beteiligter Personen ohne wie auch immer geartete Aburteilung als derart menschenverachtend einzustufen, dass sie nur als rechtswidrig zu werten ist. Die Berufung auf einen entschuldigenden Befehlsnotstand nach § 47 Militärstrafgesetzbuch (MStGB) komme bei einem offensichtlich verbrecherischen Befehl nicht in Betracht, wenn der Angeklagte diese Sachlage auch positiv erkannte (Handeln auf Befehl). Eine Verurteilung wegen Mordes setzt jedoch auch die Feststellung der subjektiven Voraussetzungen eines Mordmerkmals wie Grausamkeit oder niedrige Beweggründe voraus.

## Beispiele

### Organisierte Partisanengruppen
- Sowjetische Partisanen mit dem Zentralen Stab der sowjetischen Partisanenbewegung
- die Polnische Heimatarmee
- die Jüdische Kampforganisation (polnisch Żydowska Organizacja Bojowa, ŻOB) im Warschauer Ghetto
- die Fareinikte Partisaner Organisatzije, eine jüdische Widerstandsgruppe gegen die deutsche Besatzungsmacht im heutigen Litauen
- Bielski-Partisanen
- die Résistance Frankreich
- die Resistenza Italien
- die Österreichische Freiheitsfront im besetzten Belgien
- Jugoslawische Partisanen (Tito-Partisanen)
- Griechenland
  - Nationale Befreiungsfront EAM und Griechische Volksbefreiungsarmee ELAS
  - Andarten auf Kreta
  - EKKA in Mittelgriechenland
  - rechtsnationale und royalistische Widerstandsgruppen
- „Waldbrüder“ im Baltikum, v. a. Litauen, gegen die Sowjetunion (bis ca. 1953)
- „Verstoßene Soldaten“ in Ostpolen und „Curzon-Polen“ während des Zweiten Weltkriegs und kurz nach dem Krieg
- Ukrajinska Powstanska Armija in der Ukraine 1941–1953
- Peschmerga, Kurden im Irak (ehemals)
- PKK, Kurden in der Türkei
- Volksverteidigungseinheiten YPG

### Bekannte Einzelpersonen
- Stjepan Filipović in Jugoslawien
- Georgios Grivas (EOKA) auf Zypern
- Tadeusz Komorowski in Polen
- Mordechaj Anielewicz in Polen
- Peter Gingold in Frankreich und Italien
- Georges Canguilhem in Frankreich
- Edgar Morin in Frankreich
- Jean Zay in Frankreich
- Josip Broz, genannt Tito, in Jugoslawien
- Milovan Đilas in Jugoslawien
- Sandro Pertini in Italien
- Falk Harnack in Griechenland
- Soja Anatoljewna Kosmodemjanskaja in der Sowjetunion
- Wolfgang Abendroth in Griechenland
- Ernesto Che Guevara in Kuba, Demokratische Republik Kongo, Bolivien
- Ahmad Schah Massoud in Afghanistan
- Andreas Hofer in Österreich
- İbrahim Kaypakkaya in der Türkei (TIKKO)
- Augusto César Sandino in Nicaragua
- Max Bair in Österreich, Spanien und Jugoslawien

## Kunst und Literatur

### Liedgut
Als Lied der Partisanenbewegung ist insbesondere das Lied der italienischen Partisanen Bella Ciao bzw. O partigiano bekannt. Die überlieferten Texte fanden – ursprünglich in italienischer und später in deutscher Sprache – nach 1945 internationale Verbreitung. Sie wurden in politisch engagierten Kreisen, aber auch über Liederbücher wie Der Zupfgeigenhansl verbreitet und aufgenommen.

### Historische Quellen
- Heinz Boberach (Hrsg.): Regimekritik, Widerstand und Verfolgung in Deutschland und den besetzten Gebieten. Meldungen und Berichte aus dem Geheimen Staatspolizeiamt, dem SD-Hauptamt der SS und dem Reichssicherheitshauptamt 1933–1945. Erschließungsband zur Mikrofiche-Edition. K.G. Saur, München 2003, ISBN 3-598-34418-X (Dokumentation).
- Andreas Emmerich: Der Partheygänger im Kriege oder der Nutzen eines Corps leichter Truppen für eine Armee, 1789, unter Herzog Ferdinand von Braunschweig im Siebenjährigen Krieg und im Amerikanischen Unabhängigkeitskrieg auf englischer Seite. Englischer Originaltext: The Partisan in War (PDF; 388 kB); Rezension.
- Merkblatt 18/2 des Oberkommandos des Heeres – Vorläufige Richtlinien für Sicherungsmaßnahmen der Truppentransporte und Urlauberzüge in bandengefährdeten Gebieten – 15. April 1943. ISBN 978-3-7504-3242-0.

### Historische Forschung
- John Arquilla: Insurgents, raiders, and bandits. How masters of irregular warfare have shaped our world. Chicago (Ivan R. Dee) 2011, ISBN 978-1-56663-832-6.
- Johannes Spohr: Die Ukraine 1943/44. Loyalitäten und Gewalt im Kontext der Kriegswende. Berlin 2021, ISBN 978-3-86331-600-6, S. 213–236, 270–328.
- Sebastian Buciak (Hrsg.): Asymmetrische Konflikte im Spiegel der Zeit. Verlag Dr. Köster, Berlin 2008, ISBN 3-89574-669-X.
- Christian Fleck: Koralmpartisanen – Über abweichende Karrieren politisch motivierter Widerstandskämpfer. Ludwig-Boltzmann-Institut für Historische Sozialwissenschaft, Materialien zur Historischen Sozialwissenschaft. Bd. 4. Verlag Böhlau, Wien/Köln 1986, ISBN 3-205-07078-X.
- C. Aubrey Dixon, O.B.E./Otto Heilbrunn: Partisanen. Strategie und Taktik des Guerillakrieges. Verlag für Wehrwesen Bernard & Graefe, Frankfurt a. M. / Berlin 1956, Originalausgabe Communist Guerilla Warfare, New York 1954.
- Christian Gerlach: Kalkulierte Morde. Die deutsche Wirtschafts- und Vernichtungspolitik in Weißrussland 1941 bis 1944. Hamburger Edition, Hamburg 1999, ISBN 3-930908-54-9.
- Emanuel Halicz: Partisan warfare in 19th century Poland. The development of a concept. Übersetzt aus dem Polnischen von Jane Fraser, Odense U. P., Odense 1975, ISBN 87-7492-135-5.
- Friedrich August von der Heydte: Der moderne Kleinkrieg als wehrpolitisches und militärisches Phänomen. Executive Intelligence Review, Nachrichtenagentur GmbH, Wiesbaden, Neuausgabe 1986, ISBN 3-925725-03-2 (Erstausgabe: Holzner-Verlag, Würzburg 1972).
- Heinz Kühnrich: Der Partisanenkrieg in Europa 1939–1945. 2. Auflage. Dietz Verlag, Berlin 1968.
- Peter Lieb: Konventioneller Krieg oder NS-Weltanschauungskrieg? Kriegführung und Partisanenbekämpfung in Frankreich 1943/44. München 2007, ISBN 3-486-57992-4 (Google Books).
- Peter Lieb: Few Carrots and a Lot of Sticks: German Anti-Partisan Warfare in World War Two. In: Daniel Marston, Carter Malkasian (Hrsg.): Counterinsurgency in modern warfare. Osprey Publishing, New York 2008, ISBN 978-1-84603-281-3, S. 70–90.
- Charles D. Melson: Kleinkrieg. The German experience with Guerrilla warfare, from Clausewitz to Hitler. Philadelphia, PA (Casemate) 2016, ISBN 978-1-61200-356-6.
- Eike Middeldorf: Taktik im Russlandfeldzug. Erfahrungen und Folgerungen. 2. Auflage. Darmstadt 1957, Unterkapitel VI.: Bandenkampf, S. 231–241.
- Herfried Münkler (Hrsg.): Der Partisan. Theorie, Strategie, Gestalt. Westdeutscher Verlag, Opladen 1990, ISBN 3-531-12192-8.
- Babette Quinkert: Propaganda und Terror in Weißrußland 1941–1944. „Geistige“ Kriegführung gegen Zivilbevölkerung und Partisanen. Schöningh, Paderborn 2008, ISBN 978-3-506-76596-3 (= Krieg in der Geschichte, Bd. 45).
- Hellmuth Rentsch: Partisanenkampf. Erfahrungen und Lehren. 2. Auflage. Bernard & Graefe Verlag für Wehrwesen, Frankfurt am Main 1962, DNB 453994733.
- Timm C. Richter: „Herrenmensch“ und „Bandit“. Deutsche Kriegsführung und Besatzungspolitik als Kontext des sowjetischen Partisanenkrieges (1941–1944). Münster 1998, ISBN 3-8258-3680-0, S. 65 (Google Books).
- Johannes Spohr: Die Ukraine 1943/44. Loyalitäten und Gewalt im Kontext der Kriegswende. Metropol, Berlin 2021, ISBN 978-3-86331-600-6, S. 213–232, 270–328.
- Sebastian Stopper: „Die Strasse ist deutsch.“ Der sowjetische Partisanenkrieg und seine militärische Effizienz. Eine Fallstudie zur Logistik der Wehrmacht im Brjansker Gebiet April bis Juli 1943. In: Vierteljahrshefte für Zeitgeschichte, Bd. 59, 2011, ISSN 0042-5702, S. 385–411.
- Barbara N. Wiesinger: Partisaninnen. Widerstand in Jugoslawien 1941–1945. Böhlau, Wien / Köln / Weimar 2008, ISBN 3-205-77736-0 (= L’ Homme-Schriften, Bd. 17, zugleich Dissertation an der Universität Salzburg 2005).
- Jürg H. Schmid: Die völkerrechtliche Stellung der Partisanen im Kriege. Zürich 1956; Nachdruck: Kraus, Nendeln 1979, ISBN 3-262-00981-4.
- Beatrice Heuser: Rebellen, Partisanen, Guerilleros. Asymmetrische Kriege von der Antike bis heute. Schöningh, Paderborn [u. a.] 2013, ISBN 978-3-506-77605-1.

### Theoretische Ansätze
- Martin Rink: Partisan. In: Enzyklopädie der Neuzeit. Hrsg. von Friedrich Jaeger im Auftrag des Kulturwissenschaftlichen Instituts (Essen), Bd. 9, Stuttgart / Weimar 2009, Sp. 888 f.
- Die Klassiker des Marxismus-Leninismus über den Partisanenkampf. Verlag für fremdsprachige Literatur, Moskau 1945, DNB 574331530.
- Günther Georg Klien: Partisanenkampf im Kriegsrecht. Hamburg 1953, DNB 480491895.
- Carl Schmitt: Theorie des Partisanen. Zwischenbemerkung zum Begriff des Politischen. Berlin 1963, DNB 454410115 (Neuauflage Berlin 1995, ISBN 3-428-08439-X).
- Mao Tse-tung: Theorie des Guerillakrieges oder Strategie der Dritten Welt. Mit einer Einleitung von Sebastian Haffner. Reinbek bei Hamburg 1966, DNB 457504056 (Neuauflage 1974, ISBN 3-499-10886-0).

### Unterrichtsmaterialien
- Helge Schröder: Der Krieg im Osten und seine Verbrechen. Besatzer, Partisanen und Zivilbevölkerung 1941–1943. Geschichtsunterricht praktisch. Wochenschau-Verlag, Schwalbach am Taunus 2013, ISBN 978-3-89974-881-9.